# Dreieckflächenantenne

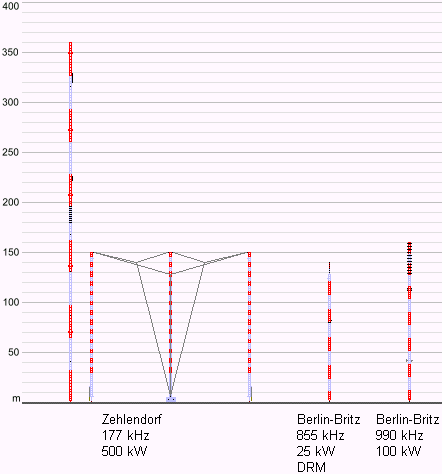
Die 2. Sendemastkonstruktion v.l. stellt eine sogenannte Dreieckflächenantenne dar.

Eine Dreieckflächenantenne ist eine zwischen drei (häufig gegen Erde isolierte) Sendemasten oder Sendetürmen gespannte Sendeantenne. Sie wird als Sendeantenne für Lang- und Mittelwelle verwendet und besteht entweder aus drei T-Antennen, die zwischen den Antennenträgern in Form eines Dreiecks gespannt werden oder aus einem in Form eines Dreiecks an den Turmspitzen isoliert aufgehängten Drahtes, an den radial zum Mittelpunkt des Dreiecks führende Drähte angebracht sind, an dem die Speiseleitung endet. Erstere Bauart wird bevorzugt für Mittelwelle, letztere meist für Langwelle angewandt. Dreieckflächenantennen sind im Unterschied zu selbststrahlenden Sendemasten sehr breitbandig und können für mehrere Sendefrequenzen ohne größere Umbaumaßnahmen verwendet werden. Dreieckflächenantennen waren bei allen Großsendern für Lang- und Mittelwelle in der damaligen DDR mindestens in einfacher Ausführung als Reserveantenne (manchmal auch als Betriebsantenne für einen Sender geringerer Leistung) vorhanden, wobei die Masthöhe für Mittelwelle ca. 50 Meter und für Langwelle ca. 150 Meter betrug.
An einigen Standorten sind diese Antennen noch heute vorhanden und in betriebsfähigen Zustand.
Eine Dreieckflächenantenne besonderer Bauart wurde in der ersten Hälfte des 20. Jahrhunderts für den Sender des Eiffelturms verwendet. Hier bildete die Spitze des Eiffelturms eine Seite des Dreiecks, während die anderen Abspannpunkte zwei auf dem Marsfeld verankerte Seile bildeten.